# Peter Raina
Peter Raina właśc. Preduman Raina (ur. 1935 w Kaszmirze) – historyk pochodzenia indyjskiego, absolwent historii na Uniwersytecie Oksfordzkim, doktoryzował się w 1966 na Uniwersytecie Warszawskim (Stosunki polsko-niemieckie (wrzesień 1937 - wrzesień 1939); promotor: Rafał Gerber; recenzenci: Karol Lapter, Witold Rodziński). Działacz opozycyjny w okresie PRL. Zarejestrowany jako agent Departamentu I MSW pod pseudonimami „Peteros”, „Pred” i „Sanyo”. Wydał wiele publikacji na temat polskiego Kościoła katolickiego. Mieszka w Berlinie.

## Publikacje
- Mord rytualny. Kulisy zabójstwa Bohdana Piaseckiego, Wydawnictwo Capital, 2021, ISBN 978-83-66490-56-7
- Polowanie na Kardynała. Sprawa Henryka Gulbinowicza, Wydawnictwo Myśl Polska, Warszawa 2021, ISBN 978-83-955237-1-7
- Czy Gomułka był antysemitą. Kulisy "Marca 68", Wydawnictwo Capital, 2019, ISBN 978-83-64037-07-8
- Adolf Hitler 1945, Koniec legendy. Wydawnictwo „Von Borowiecky”, Warszawa 2005, ISBN 83-87689-81-5
- Anatomia linczu: sprawa ojca Konrada Hejmo. Wydawnictwo „Von Borowiecky”, Warszawa 2006. ISBN 83-87689904.
- Arcybiskup Bronisław Dąbrowski. Portret. Wydawnictwo „Von Borowiecky”, 2008.
- Arcybiskup Dąbrowski – rozmowy watykańskie. Instytut Wydawniczy „Pax”, Warszawa 2001. ISBN 83-21113567.
- Bliski szpieg. Wydawnictwo „Von Borowiecky”. ISBN 978-83-87689-95-7.
- Cele polityki władz PRL wobec Watykanu. Instytut Wydawniczy „Pax”, Warszawa 2001. ISBN 83-211-1368-0.
- Die Krise der Intellektuellen: Die Rebellion für die Freiheit in Polen. Walter Verlag, Olten 1968.
- Droga do „Okrągłego Stołu”: zakulisowe rozmowy przygotowawcze. Wydawnictwo „Von Borowiecky”, Warszawa 1999. ISBN 83-87689092.
- Entstehung des polnischen Reformkommunismus, Oktober 1953 – Juli 1956. Johann-Gottfried-Herder-Institut, Marburg 1976.
- Internationale Politik in den siebziger Jahren. S. Fischer Verlag, Frankfurt am Main 1973. ISBN 978-3-10-062801-5.
- Jan Paweł II, Prymas i episkopat polski o stanie wojennym: kazania listy przemówienia i komunikaty. Oficyna Poetów i Malarzy, Londyn 1982.
- Jaruzelski (1923–1968). Wydawnictwo „Von Borowiecky”, 2001.
- Kardynał Wyszyński, 14 tomów. Wydawnictwo „Von Borowiecky”.
- Kardynał Wyszyński. „Książka Polska”, Warszawa 1995. ISBN 83-86035110.
- Kardynał Wyszyński i Solidarność. Wydawnictwo „Von Borowiecky”, 2005.
- Kardynał Wyszyński: konflikty roku milenijnego. Wydawnictwo „Von Borowiecky”, Warszawa 1999. ISBN 83-87689009.
- Kościół w PRL: Kościół katolicki a państwo w świetle dokumentów 1945–1989.. Wydawnictwo „W Drodze”, Poznań 1994. ISBN 83-70330517.
- Ks. Henryk Jankowski „znów atakuje”: spór o kazanie prałata. Wydawnictwo „Von Borowiecky”, Warszawa 1999. ISBN 83-87689017.
- Ks. Jerzy Popiełuszko – męczennik za wiarę i ojczyznę (t. I: W służbie kościoła, ss. 384+16; t. II: Proces toruński, ss. 656). Oficyna Poetów i Malarzy, Londyn 1986.
- Landkarte schwer gebügelt. Neue polnische Poesie, 1968 bis heute. Oberbaumverlag, Berlin-West 1981. ISBN 978-3-87628-171-1.
- Losy sióstr zakonnych w PRL 1954–1956. Wydawnictwo „Von Borowiecky”, 2004.
- Marian Krzaklewski – chcemy być narodem z przyszłością, Obywatelski Projekt Konstytucji, projekt ustawy o ubezpieczeniach społecznych i o lustracji, karta Akcji Wyborczej „Solidarność”. „Książka Polska”, Wydawn. Polskie, Warszawa 1997. ISBN 83-90568365.
- Piasecki na indeksie watykańskim. Wydawnictwo „Von Borowiecky”.
- Ostatnia bitwa prałata[2]. Wydawnictwo „Dzieszko.com”, Rzeszów 2013, ss. 327. ISBN 978-83-63805-04-3.
- Poland 1981: Towards Social Renewal. George Allen & Unwin Ltd., London 1985. ISBN 978-0-04-335052-2.
- Political Opposition in Poland, 1954–1977. Poets and Painters Press, London 1978. ISBN 978-0-902571-96-9.
- Przeszczepić absolutyzm. Żmija perska. Sahra Wagenknecht. Nieszczęście niemieckiej demokracji, Wydawnictwo 3dom, Częstochowa 2024. ISBN 978-83-67142-81-6
- Rozmowy biskupa Dąbrowskiego z władzami PRL. Stolica Apostolska reguluje organizację kościelną na Ziemiach Zachodnich i Północnych Polski. Warmińskie Wydawnictwo Diecezjalne, Olsztyn 1998, ss. 139. ISBN 83-86503-62-9.
- Sprawa obsadzenia metropolii wrocławskiej, Eskapady władz PRL. Bernardinum, Pelplin 2003.
- Sprawa zabójstwa Bohdana Piaseckiego. Instytut Wydawniczy „Pax”, Warszawa 1989. ISBN 83-211-1184-X.
- Stan wojenny w zapiskach abp. Dąbrowskiego. Wydawnictwo „Von Borowiecky”, 2007.
- Stosunki polsko-niemieckie 1937–1939. Prawdziwy charakter polityki zagranicznej Józefa Becka. Geneza wybuchu II wojny światowej. Wydawnictwo „Von Borowiecky”, 1999.
- Teczka ks. Henryka Jankowskiego: agenci SB w Kurii Gdańskiej. Wydawnictwo „Von Borowiecky”, Warszawa 2007. ISBN 978-83-87689940
- Teczki rezydentury zagranicznej MSW w Berlinie. Sprzedać duszę diabłu, Wydawnictwo 3dom, Częstochowa 2022. ISBN 978-83-67142-28-1
- Troska o internowanych: interwencje abp. Dąbrowskiego u gen. Kiszczaka 1982–1989. Wydawnictwo „Von Borowiecky”, Warszawa 1999. ISBN 83-87689068.
- Władysław Gomułka: życiorys polityczny. Polonia Book Fund, Londyn 1969. ISBN 978-0902352001.

## Odznaczenia, nagrody i wyróżnienia
- Medal Polonia Mater Nostra Est (1995)
- Grand Prix Nagrody im. Witolda Hulewicza za rok 2020[3].